# Şırnak
Şırnak je město v Turecku, správní středisko provincie, která nese stejné jméno. Nachází se ve východní Anatolii a na konci roku 2009 zde žilo 63 664 obyvatel. Ekonomika města je založena hlavně na zemědělství.
Předpokládá se, že název města zněl původně Şehr-i Nuh (česky: Noemovo město), neboť na nedaleké hoře měl zakotvit bájný Noe po potopě světa.